# Zygmunt Kowalczyk
Zygmunt Kowalczyk (ur. 29 maja 1908 w Porębie, zm. 17 kwietnia 1985 w Leoben (Austria)) – polski profesor inżynier zajmujący się geodezją i górnictwem, rektor Akademii Górniczo-Hutniczej.

## Życiorys
Urodził się w rodzinie Franciszka i Stanisławy z Górnickich. W 1928 ukończył gimnazjum matematyczno-przyrodnicze w Dąbrowie Górniczej, następnie w 1935 studia górnicze i geodezyjne w AGH. W latach 1933–1935 był asystentem Katedry Geodezji i Miernictwa Podziemnego. W 1936 uzyskał uprawnienia mierniczego górniczego. Po odbyciu, w latach 1936–1938, studiów uzupełniających z zakresu geodezji na Politechnice Warszawskiej, w 1939 zdobył uprawnienia mierniczego przysięgłego. Przed II wojną światową pracował w kopalni węgla kamiennego „Saturn” w Grodźcu, a później w kopalni rud żelaza w Zawierciu. Równocześnie prowadził zajęcia w Państwowej Szkole Górniczo-Hutniczej w Dąbrowie Górniczej.
Podczas okupacji niemieckiej był żołnierzem ZWZ (1939–1940). W latach 1940–1941 pracował w kopalni węgla kamiennego „Kazimierz” w Kazimierzu Górniczym. Aresztowany przez gestapo był więziony w Piotrkowie Trybunalskim. Następnie do 1945 r. pracował jako nauczyciel w Państwowej Szkole Technicznej Górniczo-Hutniczo-Mierniczej w Krakowie, gdzie prowadził zajęcia z geodezji niższej.
Po wojnie, w 1945 jako mierniczy brał udział we wprowadzaniu reformy rolnej w pow. miechowskim. Potem pracował jako główny inżynier miernictwa górniczego Krakowskiego Zjednoczenia Przemysłu Węglowego. Równocześnie uzyskał doktorat na Politechnice Warszawskiej. W latach 1946–1947 był adiunktem i docentem (1946–1947) Katedry Geodezji Górniczej. W 1947 został profesorem nadzwyczajnym, a w 1948 profesorem zwyczajnym i kierownikiem Katedry Geodezji Górniczej. W latach 1948–1951 pełnił funkcję dziekana Wydziału Geologiczno-Mierniczego. Od 1962 r. należał do PZPR. Następnie został prorektorem w latach 1964–1966 oraz profesorem Instytutu Ochrony Powierzchni Górniczej (1969–1971) i profesorem Instytutu Kształtowania i Ochrony Środowiska (1971–1972). W Akademii prowadził wykłady z geodezji górniczej i gospodarczej, metod niwelacyjnych, geodezji górniczej i fotogrametrii. Od 1965 r. wykładał współczesne ruchy powierzchni Ziemi i metody fotogrametryczne w National Research Council w Ottawie oraz z geodezji inżynieryjno-przemysłowej w Politechnice Warszawskiej (1972–1977) i w Uniwersytecie w Nowym Brunswicku (1976).
W 1955 r. otrzymał Nagrodę Państwową II stopnia za prace z dziedziny miernictwa górniczego (1955). Był także laureatem nagród ministra oświaty i szkolnictwa wyższego (1953, 1967, 1969) oraz ministra szkolnictwa wyższego i techniki (1973, 1978).
Jest autorem ok. 200 prac z zakresu geodezji górniczej, fotogrametrii, geodezji ogólnej, mechaniki przemieszczeń górotworu, eksploatacji złóż oraz autorem 12 patentów krajowych i zagranicznych. Badał zagadnienia orientowania podziemnych osnów geodezyjnych za pomocą sieci trilateracyjnej i przyrządów optycznych własnej konstrukcji; wprowadził metodę profilowania szybów małośrednicowych i odwiertów wielkośrednicowych z zastosowaniem sondy własnej konstrukcji i innych. Jest twórcą największej w Polsce szkoły geodezyjnej, organizatorem Wydziału Geologiczno-Mierniczego AGH i współorganizatorem Wydziału Geodezji Górniczej oraz inicjatorem współpracy uczelni z Ministerstwem Górnictwa i Przemysłu Ciężkiego.
Był członkiem korespondentem PAN (od 1971), Międzynarodowego Towarzystwa Geodetów Górniczych, Amerykańskiego Towarzystwa Fotogrametrycznego. Otrzymał tytuł doktora honoris causa AGH w 1984 r. za wybitne zasługi w dziedzinie geodezji górniczej i geodezji dynamicznej oraz rozwój wyższego szkolnictwa technicznego.
Pochowany na cmentarzu Rakowickim w Krakowie (kwatera AB-4-9).

## Ordery i odznaczenia
- Order Sztandaru Pracy I klasy
- Order Sztandaru Pracy II klasy
- Krzyż Kawalerski Orderu Odrodzenia Polski (1954)[1]
- Medal 30-lecia Polski Ludowej
- Medal 10-lecia Polski Ludowej (15 stycznia 1955)[6]
- Złoty Medal „Za zasługi dla obronności kraju”
- Srebrny Medal „Za zasługi dla obronności kraju”
- Brązowy Medal „Za zasługi dla obronności kraju”
- Odznaka 1000-lecia Państwa Polskiego
- Złota Odznaka „Za Pracę Społeczną dla miasta Krakowa”[2][7].